# マルチトラック・レコーダー
マルチトラック・レコーダー（多重録音機、マルチトラック・レコーダ、Multi Track Recorder、MTR、マルチトラッカー）は、録音用機器の一つである。特に音楽制作に多用される。
テープ媒体やディスク媒体を用い、2トラック以上の複数の録音トラックの録音再生を行う事ができる録音機器である。通常のステレオ録音再生機と異なり、それぞれのトラックに対し、個別に録音、再生を選択する事ができるのが特徴である。

## 主な用途
MTRは音楽ソフト制作上極めて重要な装置である。例えば、複数のパートを各々別のトラックに独立して録音再生することができるので、一旦全パートを仮のレベルで録音した後に、任意のレベル、定位、エフェクト処理下でそれらをミキシングし、最終的なステレオソース（2ミックス）を作る事が可能になる（トラックダウン、ミックスダウン）。また、任意に録音／再生を切り替えられるので、例えばリズムパートを予め録音したテープを再生しながら、他のパートを異なったトラックに録音していくこともできる。このような多重録音の手法により、時間的制約やスタジオの空間的制約が緩和される。更にその後、歌唱を複数のトラックに録音し、出来の良い部分を繋いでいく等も可能であり、一人多重唱なども可能である。トラック数が不足する場合は、複数のトラックを再生しながらミキシングし、少ない数の空トラックに録音すれば、再生したトラックを消去する事ができるようになる。この種の操作を繰り返すことをピンポン録音と呼ぶ。

## アナログMTR

### オープンリールMTR

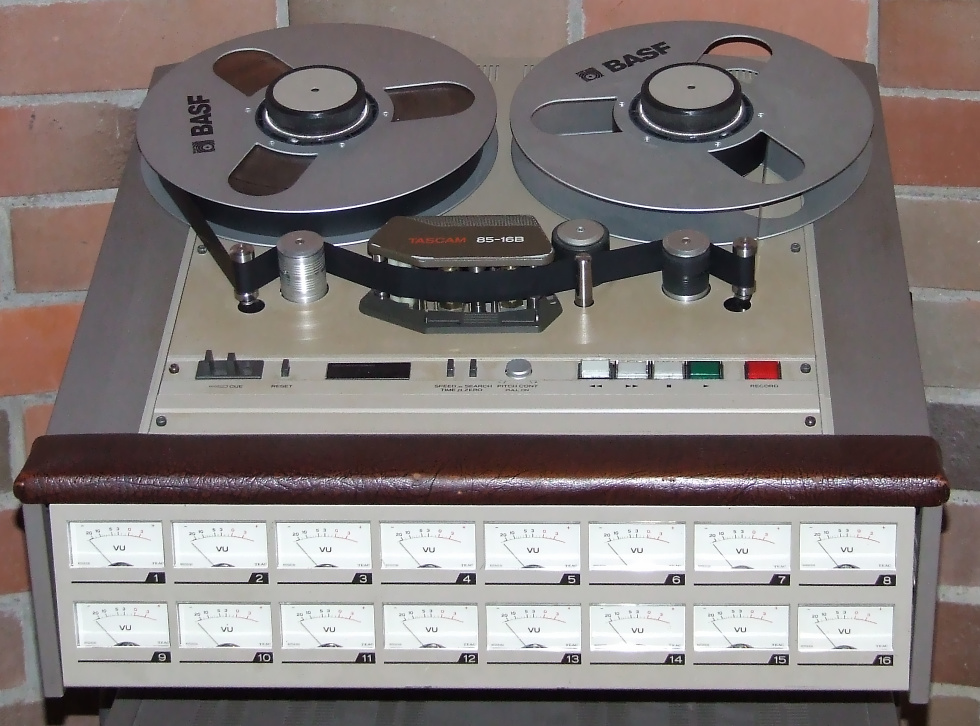
TEAC Tascam 85 16B アナログ・テープ・レコーダー　1インチ(2.54cm)幅のテープに16トラックの録音再生が可能

ワイヤーレコーダーやレコードと異なり、アナログテープレコーダーは幅広のテープを用い、複数の磁気ヘッドをテープの幅方向に並べることによって、多くの独立したトラックを持つことができる。業務用としては最大で2インチ幅のテープを用いて16あるいは24トラックの録音再生を行う物が一般的であった。1960年代半ばには、1/4インチ幅テープを用いたオープンリール式の4トラックの機種が登場した。ティアック(TEAC)社の80-8に代表される1/2インチ8トラックの機種や、フォステクス(FOSTEX)社の1/4インチ8トラックの機種は小さな録音スタジオに至るまで広く用いられた。業務用では最大でテープ幅2インチで40トラックの物まで実用化されたが、テープ幅に対してトラックが多くなるとS/N悪化や歪み増加が無視できなくなり、対策としてノイズリダクションシステムが用いられるようになった。また、32トラックを超えるレコーダーは機械への負担の大きさから故障が多かったため、24トラック機が業界標準となった。

### カセットMTR：ミキサー内蔵型

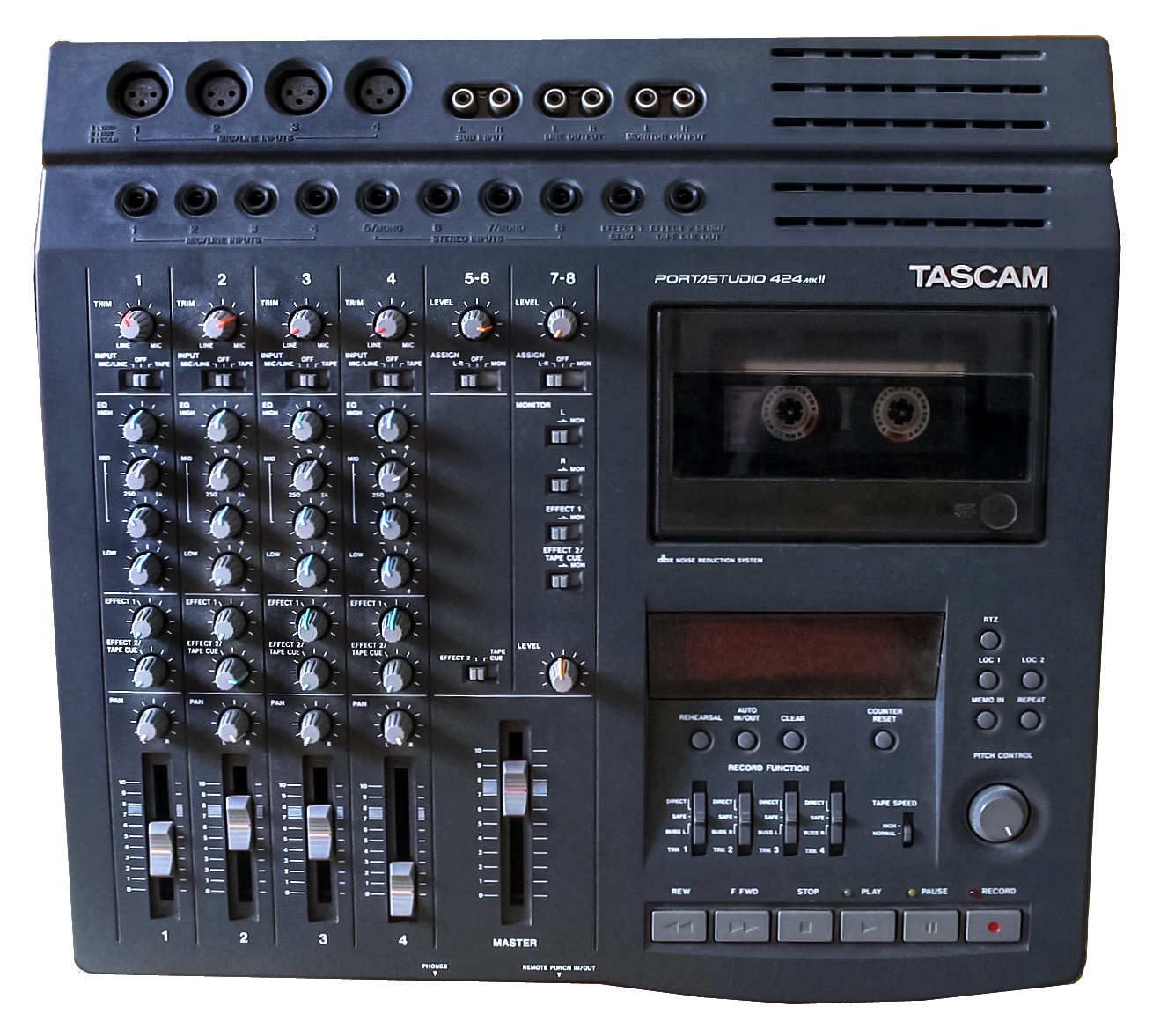
ミキサー内蔵型カセットMTR ティアック Portastudio 424MKII

1979年に、ティアック社はオーディオカセットテープを使用した、4トラックのマルチトラック・レコーダー「TEAC 144 Portastudio」を発売した。この機種は当時広く用いられていたカセットテープを利用する点、ミキサーを内蔵していた点、安価（10万円以下）な価格設定が特徴で、音楽制作を試みるアマチュアにとって好都合であった。以後他社からも類似製品が多数発表された。
これらの機種の多くが、カセットテープの限られた性能をできるだけ上げるため次のような特徴を持っていた。
- クロムテープ（CrO2、別称ハイポジション、後のTYPE IIテープ）専用設計
- 倍速(9.5cm/s)
- 片面仕様。一般的なカセットレコーダーが、オーディオカセットテープのA面の左右ステレオの2チャンネルの同時の再生/録音と、あるいは、リバース面（B面）の逆方向左右2チャンネルの同時の再生/録音（オートリバース機能のない機種は、一度テープを取り出して左右を入れ替えて再度セットする。回転方向は同じ）であるのに対し、これらのカセットMTRは、A・B面計4チャンネル分のトラックを、同時に一方向で使用する。
- ノイズ・リダクション・システムの採用。dbx や Dolby-C などにより、ダイナミックレンジや信号対雑音比（S/N比）を稼いだ。

ミキサー部はバス切替機能をもっており、トラック毎に、テープバス/ミキサの入力バスの切替を行う独立したスイッチや、再生/録音機能、再生音の定位を決めるパンポットなどの基本的な機能を有したものであった。後には、カセット・オーディオ・テープを使用した8トラック製品も現れた。このミキサー+MTRのスタイルは非常に革新的で、現在単体MTRというと、録音再生機単体（モジュラ型）よりミキサ内蔵型のものが大多数になっている程である。

## デジタルMTR

### テープ記録式

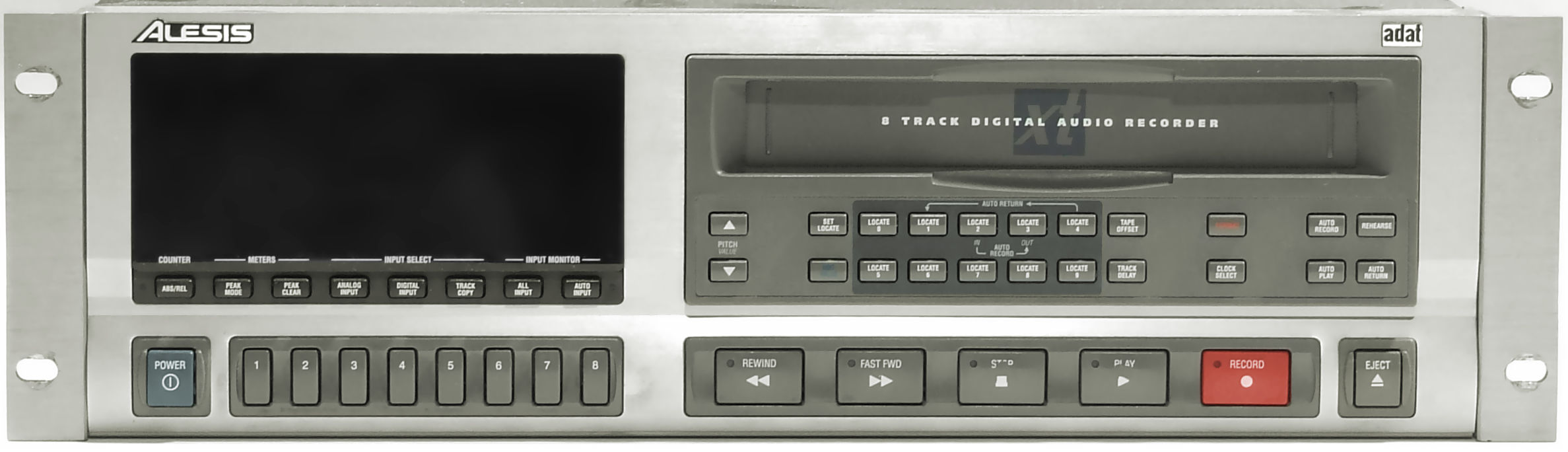
米ALESIS社のADATレコーダー

世界初のオープンリール式固定ヘッド・デジタル・レコーダーとしては、1972年にデノンでDN-023Rが開発されたが、極めて高価で実験的な装置であったため、資本関係のあった日本コロムビアの社内専用の録音装置として用いられ、量産は行われなかった。量産化され最初に市場に出たのは1978年に発売された3M社のDMSであったが、動作の安定性に難があり、ソニー/ティアック/松下電器/StuderのDASH（Digital Audio Stationaly Headの略）規格（テープ幅1/4 - 1/2インチ）と三菱電機/赤井電機（AKAI）/小谷電機（オタリ）/AEG（テレフンケン）のPD（Pro Digitalの略）規格（テープ幅1/4 - 1インチ）に収斂した。これらはマスターレコーダー用の2トラックの規格とMTRの規格を定めている。
また回転ヘッドを用いたビデオテープレコーダーの機構を用いても、多チャネルのデジタル音声信号を同時に記録するだけの帯域を確保する事ができる。8ミリビデオ、ベータマックス用ビデオテープを使用した、8トラック、及び、12トラック、16トラックのデジタルマルチトラッカーなども登場した（註;後者は、録音機能だけで、録画機能はない）。現在でも音楽制作、放送用に広く用いられている規格として、米ALESIS社提唱のADATとティアック社提唱のDTRSがあり、前者はS-VHSテープ、後者はHi8テープにそれぞれCD-DA同等の音質で8トラックを記録することができる。これらのデジタルMTRは同期機能をもっており、映像機器との同期のみならず、16台のDTRS機を同期運転して1台の128トラック多重録音機として扱うことができる。

### ディスク、固体メモリー記録式
ビデオテープに限らず、十分な信頼性とデータ転送速度をもったデジタル記録媒体であれば、いかなるものでもデジタルMTRの媒体となりうる。業務用では5/3.5インチMOディスクを用いたMTRがあり、コンシューマー用としてMD-DATAを用いたMTRも発売された。
2000年を過ぎたあたりからは、コンピュータ技術からの転用が盛んになり、ハードディスクを使用した8トラックから16トラックの単体レコーダー、及び、同機能を有したコンピュータソフトウェアの利用が中心になってきた。共に、直接CD-Rを制作することも可能になるなど実用上の利点が多く、また大量生産されるハードウェアを利用するため、2006年現在、32トラック対応機種がアマチュアでも簡単に入手可能なくらいに安価になってきた（Digital Audio Workstation、DAW）。

## 商用音楽における利用の歴史
- プロ仕様機種に関しては、アメリカ合衆国（以降、「米国」）に於いては1950年代後半、イギリス（以降、「英国」）では1960年代初頭には2トラック録音が主流となった。
- 1950年代終盤から1960年代前半までには、日本も含めて各国で4トラックが普及し、8トラック録音に関しては、米国では1960年代半ば（代表作品;ザ・ビーチ・ボーイズのアルバムペットサウンズ）、英国に於いては、1960年代後半（代表作品;ビートルズのシングル「ヘイ・ジュード」）あたりから主流となった。日本に於いては、1970年代初頭以降に普及したといわれている。
- 1970年代の短い16トラックの期間を経て、1970年代半ばから80年代半ばまでの間は、アナログ24トラックが主流であった。トラック数の不足を伴うために複数台のアナログ・レコーダーをシンクロナイザーとSMPTEタイムコードにより同期運転する手法も用いられていた。
- 3M社のシステムから始まったデジタルMTR（磁気テープ方式）はソニー製のPCM-3324及び三菱のX-800の発売によって、1980年代半ばから、普及期に入った。ソニー製のPCM-3348（48トラック）がデファクトスタンダードとなり、2000年代初頭頃まで利用された。
- 1980年代後半には、コンピューター連動の大型シンセサイザーの一種である、フェアライトCMIやシンクラヴィアなどによる、複数チャンネルでの長時間サンプリング機能を使用した、テープレスレコーディングも、一部で行われた（例えばイエス再結成後のアルバム『ビッグ・ジェネレイター』。「シンクラヴィア」使用）。
- 20世紀終盤以降は、一部の例外以外はデジタル録音が主流となり、21世紀以降は記録媒体がテープからハードディスクに移行して現在[いつ?]はパソコンで動作するDAWソフトウェアのみとなってきている。

## 映画およびTVなどの映像作品における利用の歴史
- シネコーダー
- MAVTR
- シンクロナイザー
- 規模の拡大
- ディスク媒体のデジタルMTR導入